# 上原絵里
上原 絵里（うえはら えり、1987年1月11日 - ）は、埼玉県出身のソフトテニス選手。

## 来歴
2006-2012ソフトテニス日本代表。上尾高校、ナガセケンコー。プレースタイルは後衛。

## 四大国際大会戦績
- 2006アジア競技大会　国別対抗団体戦銀メダル
- 2007世界選手権　国別対抗団体戦銀メダル　ミックスダブルス第三位(上原絵里・高川経生）
- 2008アジア選手権　ダブルス優勝（上原絵里・平田清乃　国別対抗団体戦銀メダル
- 2010アジア競技大会　国別対抗団体戦金メダル　ダブルス金メダル（上原絵里・杉本瞳）
- 2011世界選手権　国別対抗団体戦銀メダル　シングルスベスト8
- 2012アジア選手権　国別対抗団体戦金メダル　ミックスダブルス銅メダル（上原絵里・岩崎圭）

## 主な戦績
- 2013皇后賜杯全日本ソフトテニス選手権　優勝（上原絵里・阿部悠梨）
- 2012皇后賜杯全日本ソフトテニス選手権　準優勝（上原絵里・阿部悠梨）
- 2010皇后賜杯全日本ソフトテニス選手権　第三位（上原絵里・平田清乃）
- 2006皇后賜杯全日本ソフトテニス選手権　ベスト8（上原絵里・濱中洋美）
- 2013全日本シングルス選手権　ベスト8
- 2010全日本シングルス選手権　準優勝
- 2009全日本シングルス選手権　準優勝
- 2006全日本シングルス選手権　準優勝
- 2005全日本シングルス選手権　ベスト8
- 2014全日本インドアソフトテニス選手権大会　第三位（上原絵里・阿部悠梨）
- 2013全日本インドアソフトテニス選手権大会　優勝（上原絵里・阿部悠梨）
- 2012全日本インドアソフトテニス選手権大会　準優勝（上原絵里・阿部悠梨）
- 2011全日本インドアソフトテニス選手権大会　第三位（上原絵里・平田清乃）
- 2010全日本インドアソフトテニス選手権大会　第三位（上原絵里・平田清乃）
- 2009全日本インドアソフトテニス選手権大会　第三位（上原絵里・平田清乃）
- 2008全日本インドアソフトテニス選手権大会　第三位（上原絵里・平田清乃）
- 2007全日本インドアソフトテニス選手権大会　第三位（上原絵里・濱中洋美）
- nh2009国際大会　シングルス優勝
- 2007中山盃国際大会　ダブルス優勝（上原絵里・濱中洋美）　シングルス優勝